# Judged by Appearances (film 1914)
Judged by Appearances è un cortometraggio muto del 1914 diretto da Hay Plumb.

## Trama
Un conte geloso sospetta della moglie vedendo un artista posare una chiave sulla schiena della donna.

## Produzione
Il film fu prodotto dalla Hepworth.

## Distribuzione
Distribuito dalla Hepworth, il film - un cortometraggio di 244 metri - uscì nelle sale cinematografiche britanniche nell'aprile 1914.
Fu distrutto nel 1924 dallo stesso produttore, Cecil M. Hepworth. Fallito, in gravissime difficoltà finanziarie, Hepworth pensò in questo modo di poter almeno recuperare il nitrato d'argento della pellicola.